# 澎湖三官殿
澎湖三官殿，舊稱嘉蔭亭或五里亭。
乾隆四年（1739年）澎湖通判胡格鑒於廳署所在之文澳，至媽宮社渡頭間的道路並無樹林遮蔭，是以蓋亭供往來旅客休憩。三官殿廟身坐北朝南，主祀三官大帝，俗稱「三界公」；雖廟階屬公廟，卻因地處市區邊陲，信徒多來自紅木埕地區（頂芸）。

## 沿革[2][6]

### 清領時期
- 乾隆四年（1739年），澎湖通判胡格在位於文澳的澎湖廳治東二里許，倡建「嘉蔭亭」，中祀文武二帝（即文昌帝君與武聖文衡帝君），左祀三官大帝，右祀龍王。

- 乾隆廿九年（1754年），里人重修，澎湖通判胡建偉題額「古嘉蔭亭」。
- 嘉慶元年（1796年），通判蔣曾年捐俸重修。
- 嘉慶廿四年（1819年），通判陞寶捐俸重修，並將「文武二帝」牌位移廟歸宗，尊奉「三官大帝」鎮殿中央，古嘉蔭亭改稱「三官殿」。
- 道光三年（1822年），通判蔣鏞於廟外另建四垂亭、照牆與西廂閣，另擇廟地一處出租予信徒蓋屋，租金添做廟內香油金之用。斯事時，澎湖仕紳紀秉修[4]為紀念重修一事，曾於亭中題聯，聯曰：「五風兼十雨，里詠又途歌」，又曰：「嘉祥呈萬竈，蔭惠利群生」。
- 道光廿五年（1844年），代理通判鄧元資發起重修，由生員林炳垣董理其事，三官殿增祀觀音菩薩、註生娘娘與福德正神。
- 光緒十九年（1893年），廟宇因兵燹損壞，再度重修。

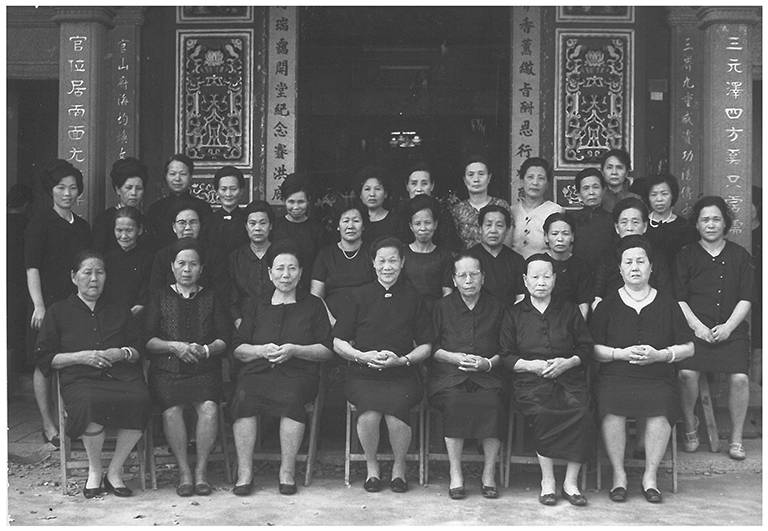
三官殿鸞堂：三善堂

### 日治時期
- 昭和十年（1935年），三官殿廟董鍾紅樟鳩資重修。
- 昭和十二年（1937年），三官殿重修落成，改由媽宮社東南北三甲廟歸屬統轄。

### 中華民國
- 民國58年（1969年）奉媽宮東甲北極殿降壇神諭指示，三官殿開辦鸞堂「自新社三善堂」，扶乩濟世，解決疑難雜症無數，饒有盛名，是以每逢神誕廟會，參訪香客絡繹不絕。[1]
- 民國86年（1997年），三官殿再度重修，為使香火不至有輟，另建行宮於西側，即今「三官殿辦公大樓」。

## 嘉蔭亭賦
胡格作於乾隆三年（1738年）：
太傅題詩之路，柳暗花明；右軍高會之亭，茂林修竹。凡茲喬柯飛棟，敢求海島殊方？第由文澳已達媽宮，每多躑躅；衝寒風而冒烈日，未免趦趄。雖蔭樾之樹難栽，而堅緻之亭易設。爰捐清俸，不日落成。庶幾扶杖婆娑，療舒倦足；擔簦來往，藉息勞肩。坐看碧水淪漪，潮無聲而不怒；遙望遠岡蒼翠，夕有照已皆紅。後之同心，幸為留意。
 — 〈嘉蔭亭賦〉， 周于仁、胡格編，《澎湖志略》

## 建築[4]
澎湖三官殿，廟內雕梁畫棟，正殿屋架裝飾，彩繪為主。大楣上，多台南名匠陳玉峰成熟之作，如「八仙過海」、「孫悟空大走南天門」等是。至若花鳥，則本地匠師王國忠之手筆也。而黃文華、黃友謙父子鑿花木雕、彩繪獨樹一幟！文華師作品散件各廟，友謙師克紹箕裘，「鍾馗趕鬼」、「郭子儀征戰」等，皆其大作。

三官殿，木雕以斗座、橫拱、束仔等小構件居多；石雕不多，木匾如：「參贊化育」、「德配昊天」，大正14-15年之物；他如：「福多怡遹」、「天官賜福」，昭和12年（1937）入火時，信眾獻立。近年，廟左民居改建大樓，出土「五風兼十雨」、「里詠又巷歌」「嘉祥呈萬灶」石碑，應是清道光三年雙頭掛士紳紀秉修所題聯對，堪為鎮廟之寶！
 — 2008年11月29日，發表於udn部落格〈陳鼎盛 詩寫澎湖〉

## 圖輯

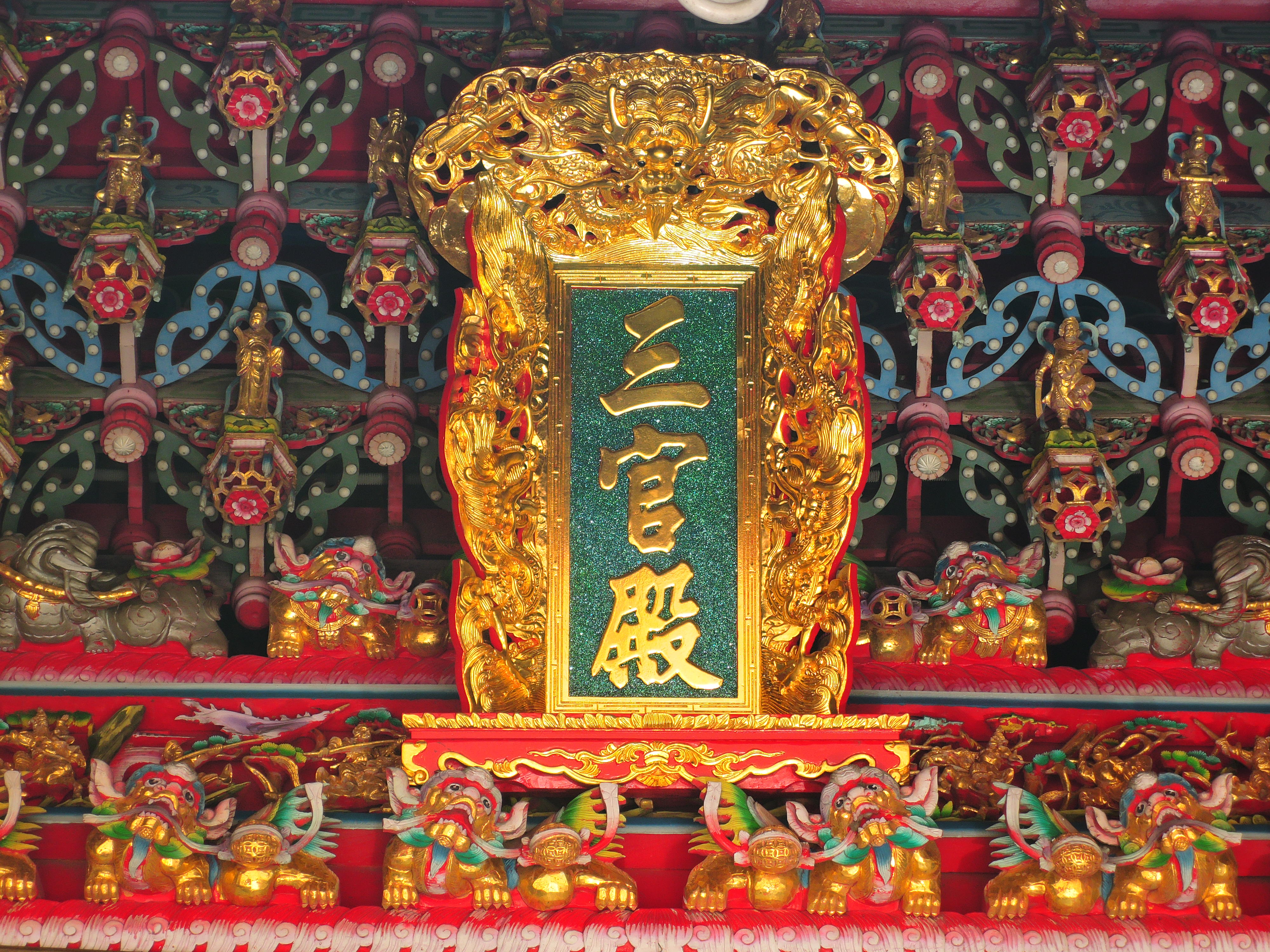
聖旨牌
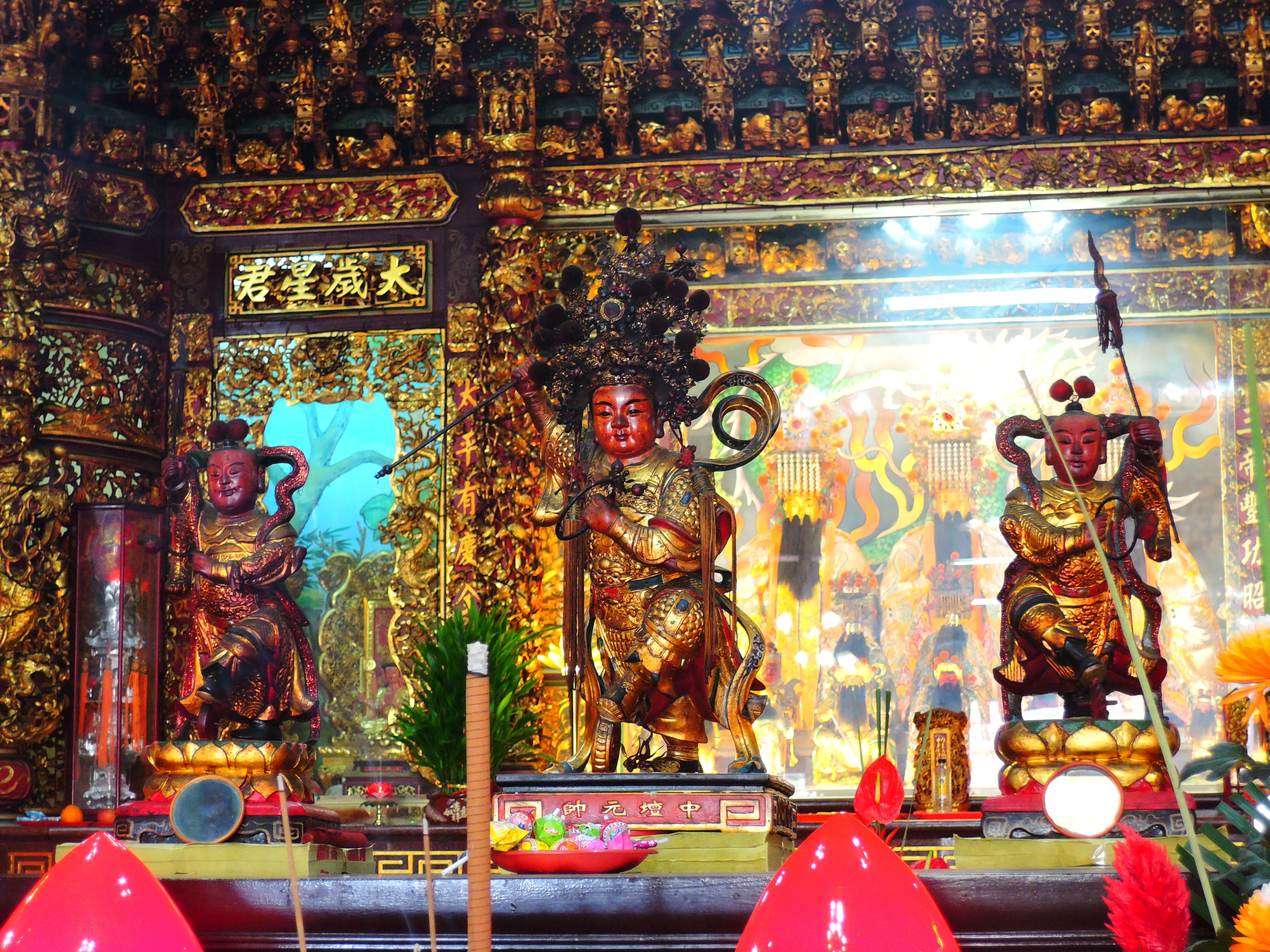
中壇元帥像
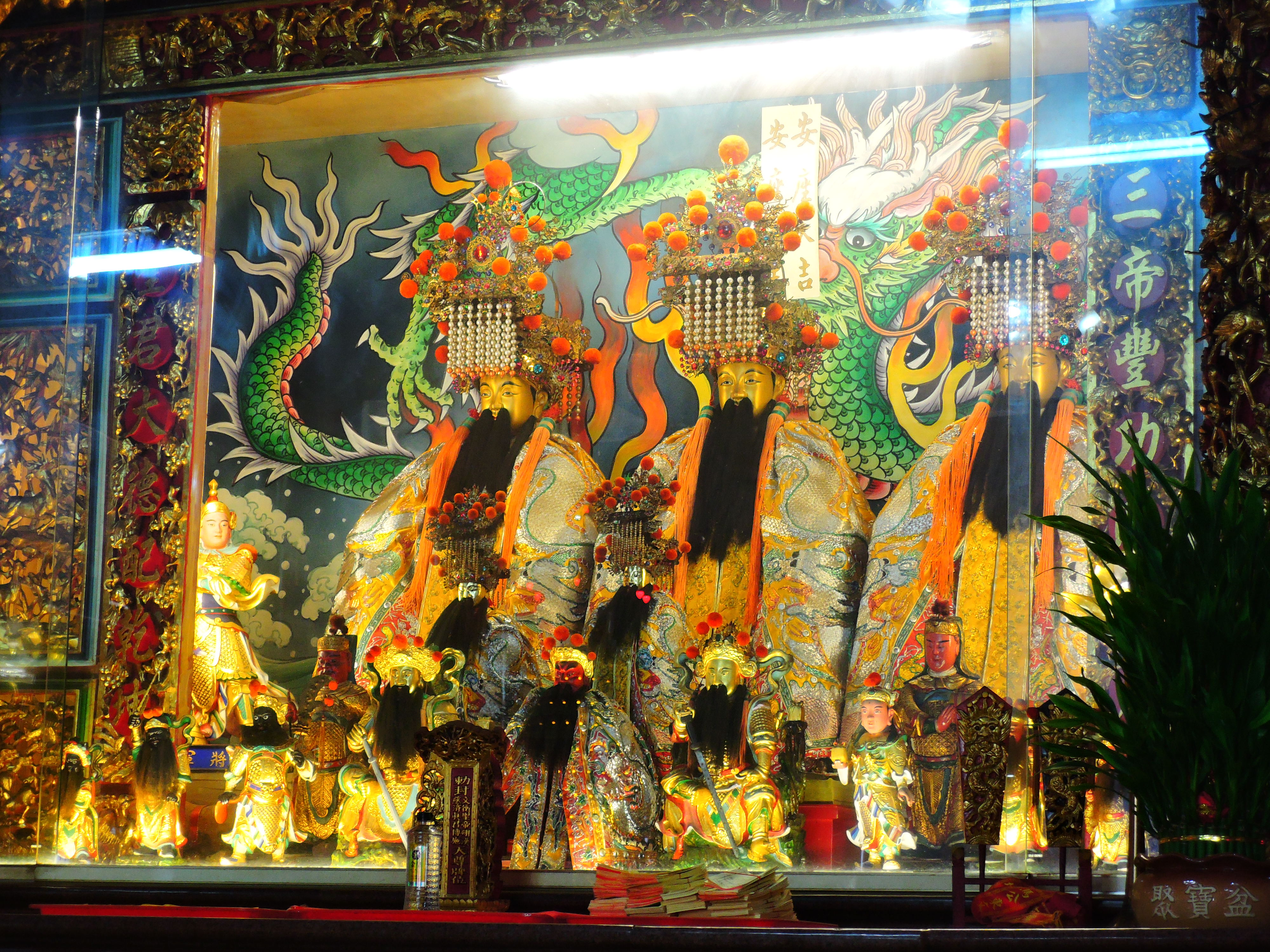
三官大帝像：天官、地官、水官
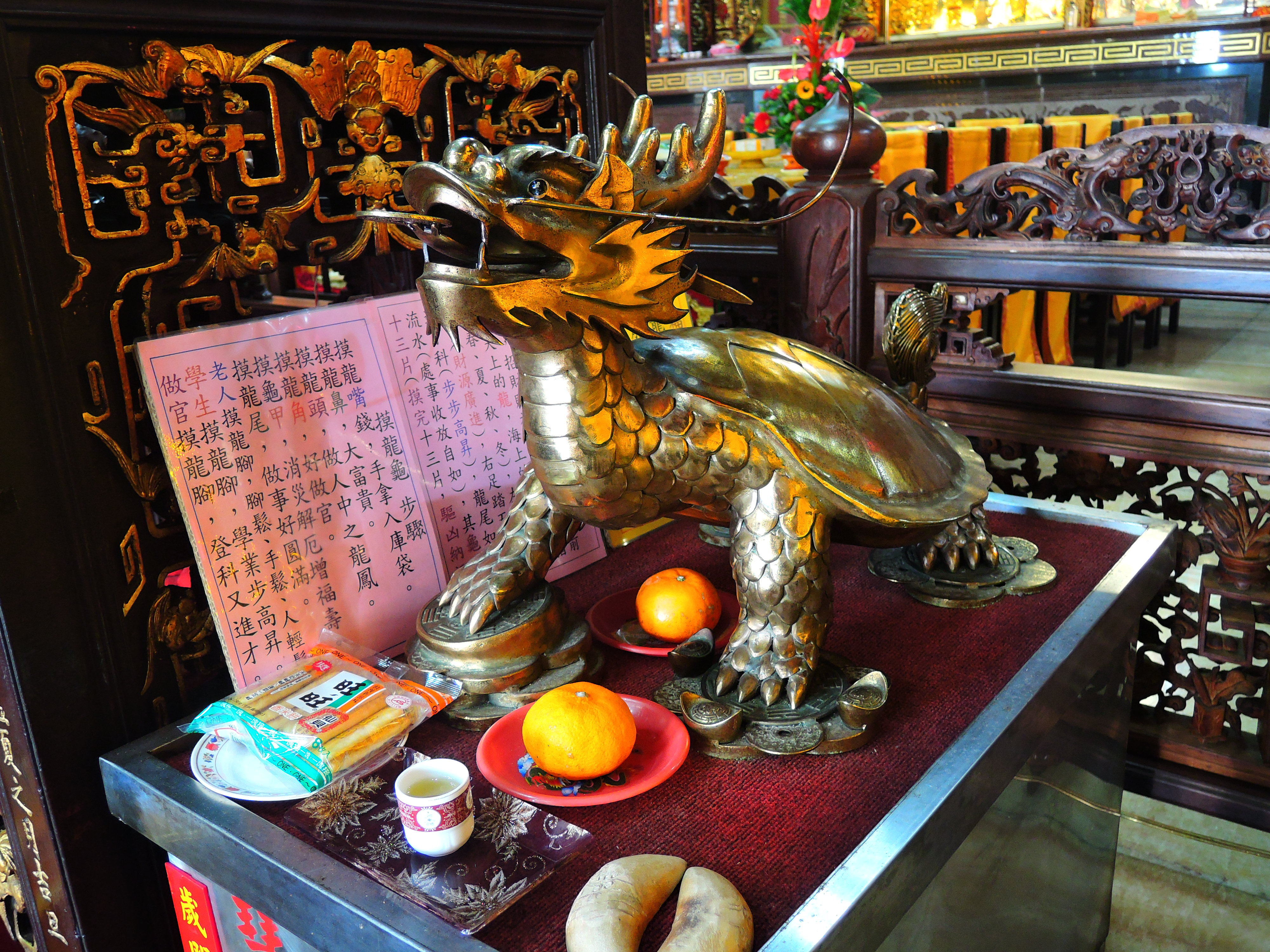
龍龜大將軍
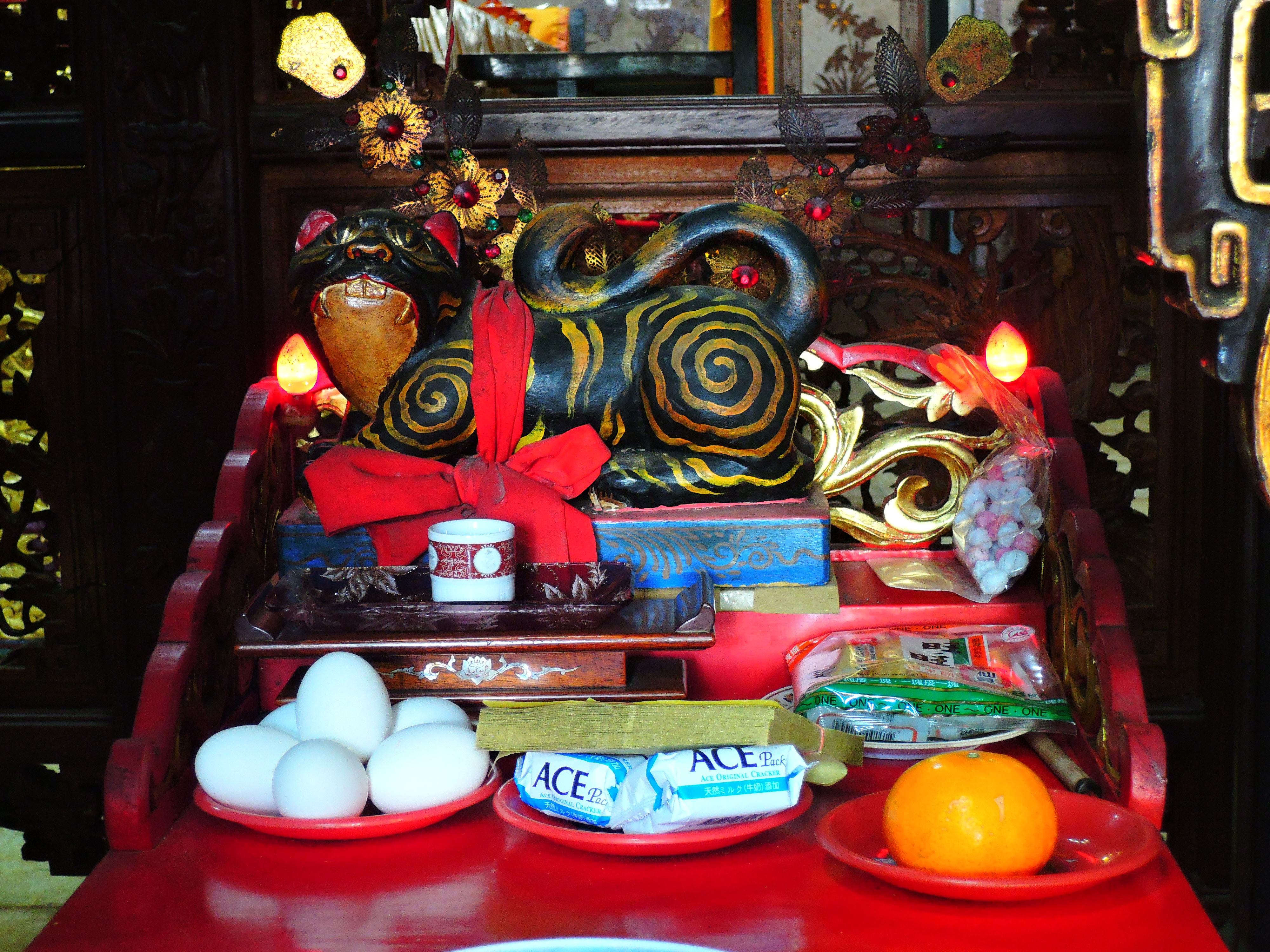
虎爺
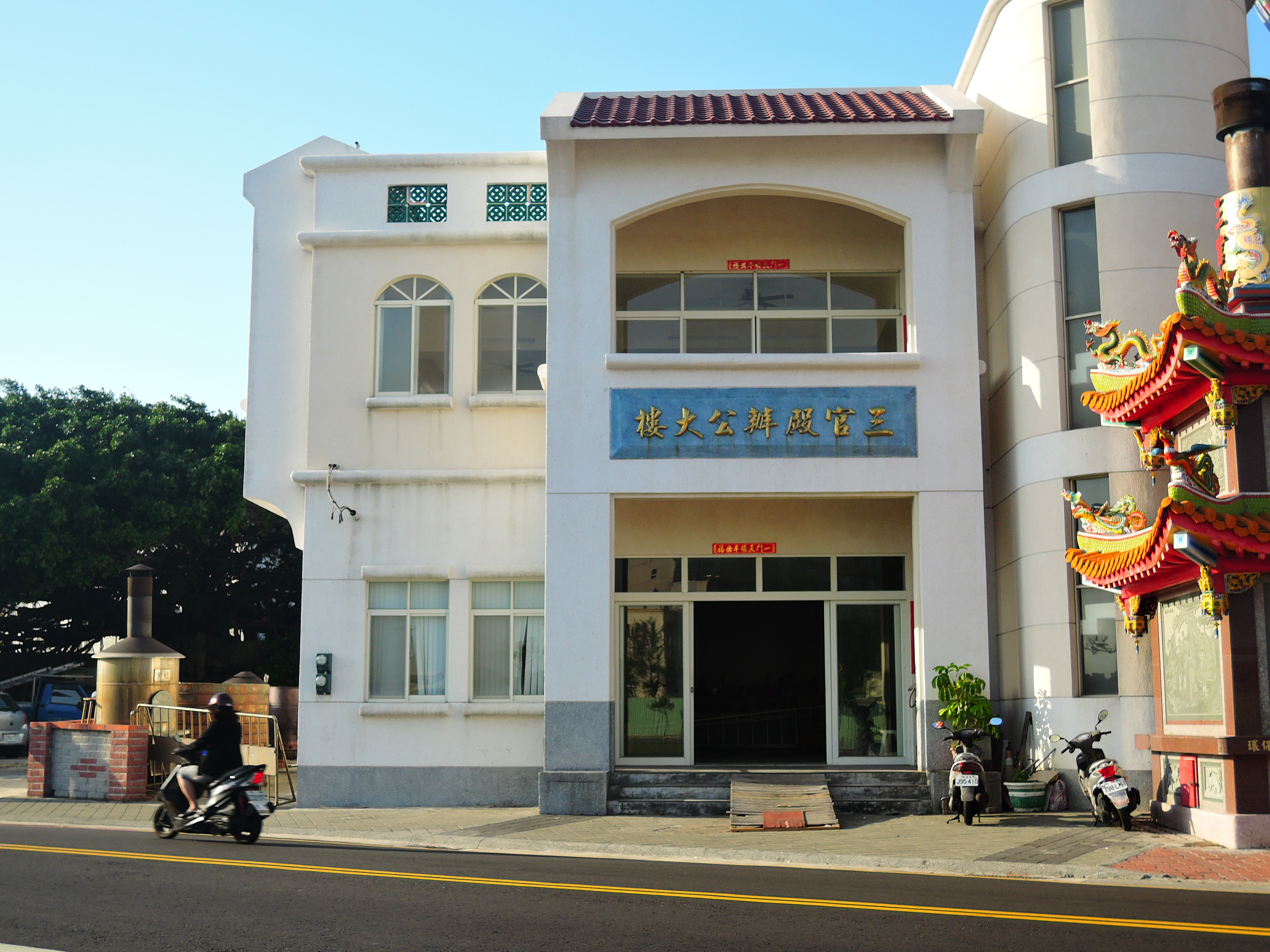
辦公大樓
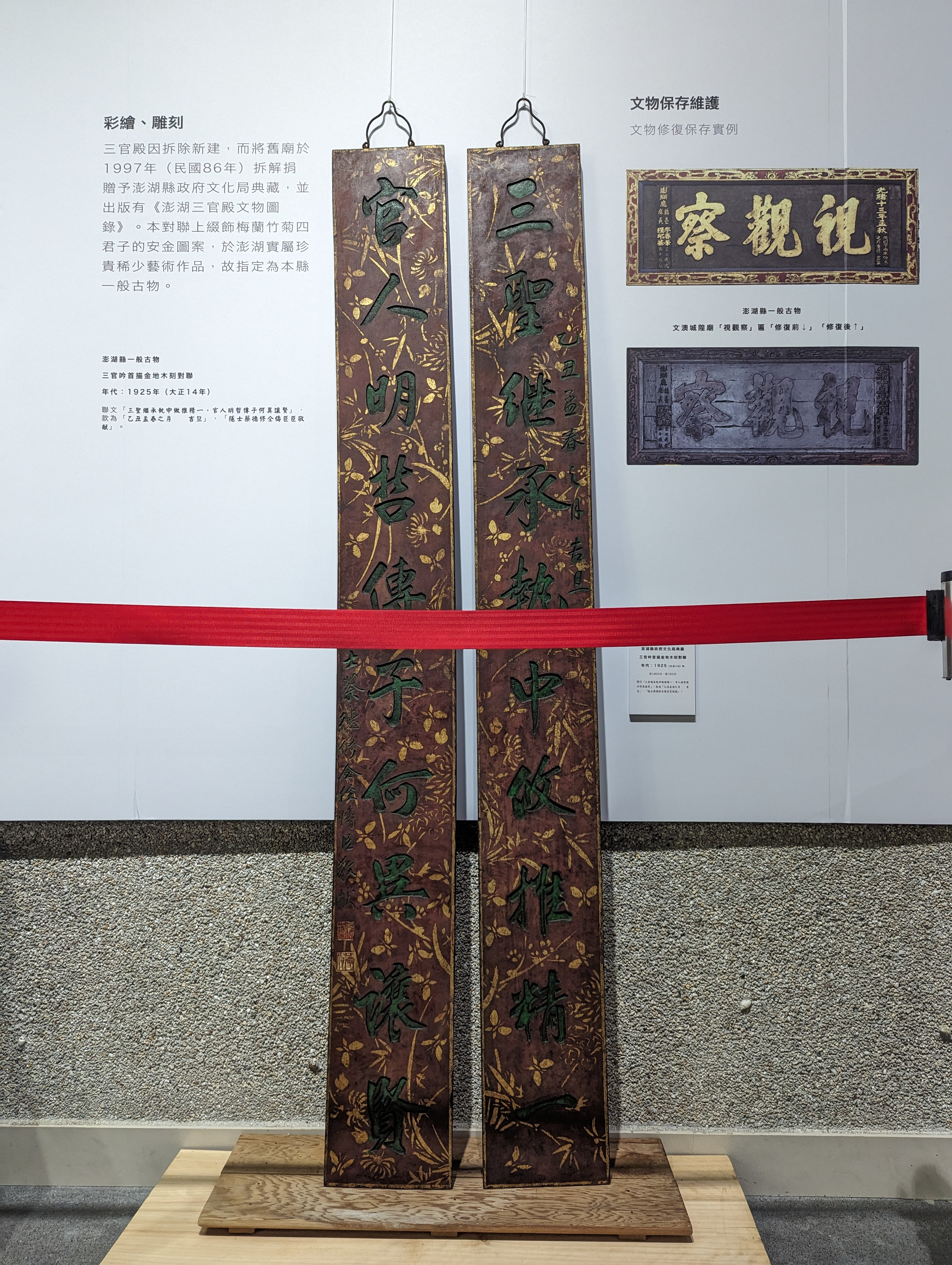
三刻吟首描金地木刻對聯（1925年）

## 新聞
2016年農曆小年夜期間發生高雄美濃地震，造成臺南永康區維冠大樓倒塌多人死傷的慘劇。澎湖三官殿在震災過後，天官大帝壽誕前夕捐獻臺南市政府新臺幣一百萬元做賑災之用。